# Cinacanthus crenicollis
Cinacanthus crenicollis är en skalbaggsart som beskrevs av Henry Clinton Fall 1932. Cinacanthus crenicollis ingår i släktet Cinacanthus och familjen Aphodiidae. Inga underarter finns listade i Catalogue of Life.